# Villa Savorgnan di Brazzà

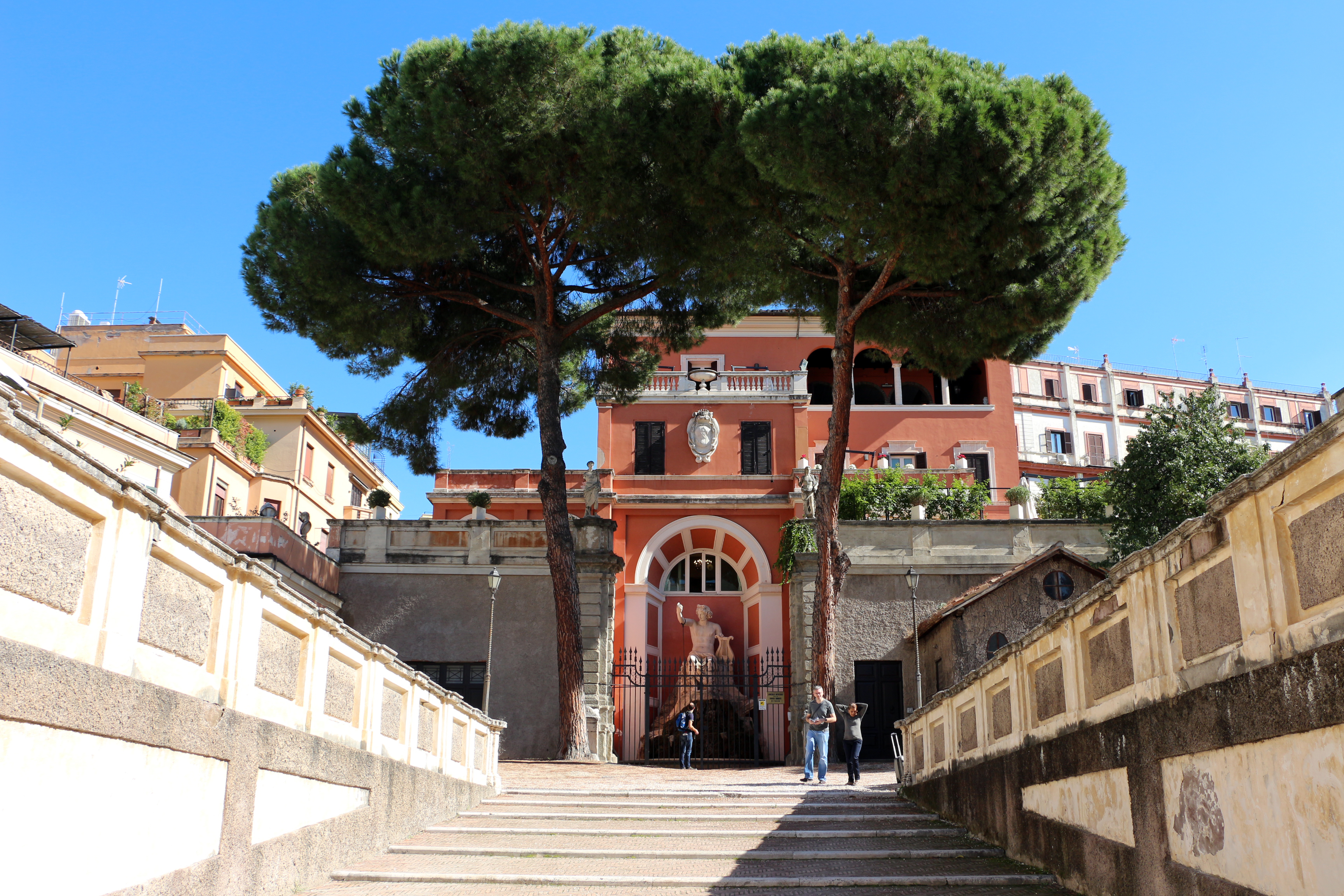
Vista da villa a partir da rampa no jardim do Palazzo Barberini.

Villa Savorgnan di Brazzà é uma villa localizada atualmente no jardim do Palazzo Barberini e com entrada pela Salita di San Nicola da Tolentino, no rione Trevi de Roma.

## História
A família Savorgnan, originária da Alemanha, chegou à Itália por volta de 1200 e se estabeleceu na região de Friuli. O primeiro personagem historicamente notável da família é Rodolfo Cipriani, que, em 1235, mudou seu sobrenome para Savorgnan com referência ao castelo homônimo que ele havia acabado de adquirir.

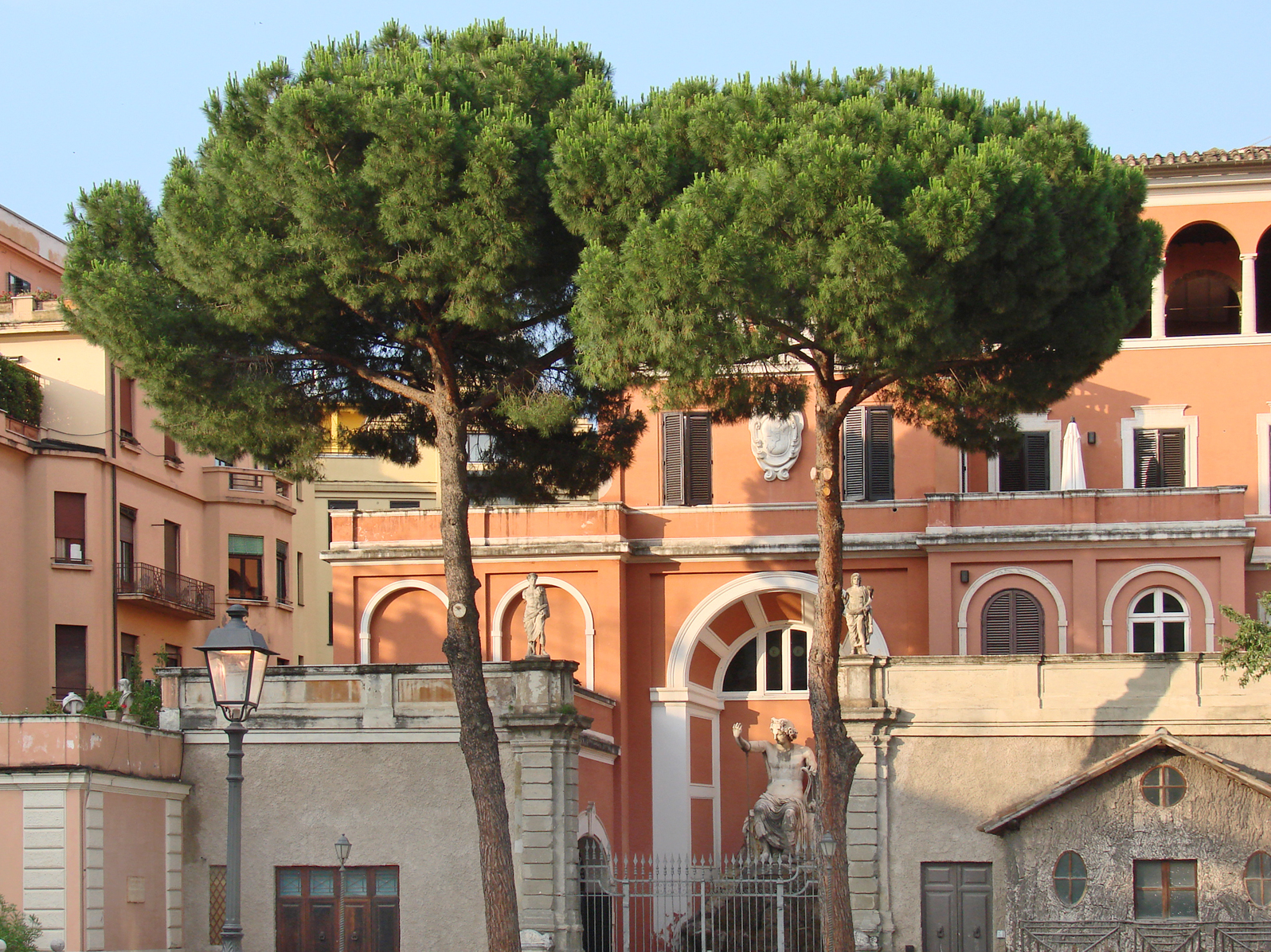
Vista do palácio principal.

Em 16 de dezembro de 1933, o conde Ascanio Savorgnan di Brazzà, sobrinho de Pietro Savorgnan di Brazzà, famoso por suas viagens exploratórias na África e já proprietário de várias residências em Roma, adquiriu do príncipe Urbano Barberini uma parte de seu jardim localizada na outra ponta da rampa central de seu palácio para construir no local um palacete para sua família. O edifício neoclássico é um dos muitos exemplos de residências senhoriais civis da época fascista. Articulado em quatro pisos, seu interior é finamente decorado com portais de mármore e estuques simples que contribuíram para transformá-lo num palácio histórico elegante e prestigioso. A villa, através de um artifício arquitetônico, foi ligada através de um corredor e da chamada "Galleria Vetrata", aos antigos estábulos Barberini, que também foram comprados pelos Savorgnan di Brazzà.
Com a morte do conde Savorgnan e depois da condessa, a villa e seus anexos foram doados para o Ospedale Civile di Udine. Este, por sua vez, tentou vender a propriedade a um cidadão privado, mas o estado italiano, com um ato em 25 de maio de 1972, exerceu seu direito de primazia. Em 2006, depois de um acordo entre o Ministero per i Beni Culturali e o Ministério da Defesa, a Villa Savorgnan di Brazzà se tornou a sede do "Círculo Oficial das Forças Armadas da Itália".
O interior da villa abriga, na ala de serviços no piso térreo, uma cozinha e parte das salas técnicas, e os superiores, os escritórios e salas de serviço. Na ala pública estão presentes, no piso térreo, um salão duplo com uma biblioteca, realizada pelo mestre-carpinteiro do Círculo, o senhor Mastrodonato, e que serve ainda como sala de leitura e sala de TV. No primeiro andar estão um bar e dois restaurantes com um pátio que serve de pizzaria. No segundo, está a ampla "Sala degli Angeli", que pode ser dividida, de acordo com a ocasião, em duas, com uma saleta anexa chamada "del caminetto", que serve para para atividades dos sócios. Finalmente, no último piso está o chamado "chiostrino", uma ampla sala de frente para um pátio semi-coberto de um lado e para um terraço descoberto de outro, do qual se têm uma maravilhosa vista panorâmica do Palazzo Barberini, de seus jardins privados e de toda Roma, incluindo a cúpula da Basílica de São Pedro.